# Купріяново (Сернурський район)
Купрія́ново (рос. Куприяново, марій. Кӱпрансола) — присілок у складі Сернурського району Марій Ел, Росія. Входить до складу Чендемеровського сільського поселення.

## Населення
Населення — 305 осіб (2010; 269 у 2002).
Національний склад (станом на 2002 рік):
- марі — 97 %